# Murines Coronavirus
Das Murine Coronavirus (wissenschaftlich Betacoronavirus muris) ist eine Virusart der Gattung Betacoronavirus und deren ehemalige Typusart.
Sie wurde 2009 aufgrund genetisch sehr naher Verwandtschaft („>97% a[mino]a[cid] identity“) aus den damaligen Arten Murine hepatitis virus, Rat coronavirus und Puffinosis coronavirus gebildet, die dann zu den Varianten Murines Hepatitisvirus (MHV), Ratten-Coronavirus (RtCoV) und Puffinosis coronavirus (PV) wurden. Sie wurde damals auch als Typusart der Gattung Betacoronavirus ausgewählt, welche zur gleichen Zeit aus den bisherigen Gruppe-2-Coronaviren neugebildet wurde (Typusarten bei Viren sind jedoch inzwischen generell abgeschafft).